# Zenón Mascareño
Zenón Mascareño Alemán (Santa Cruz de Tenerife, 11 de marzo de 1932 - ibíd., 11 de febrero de 2005) fue un empresario, gestor, gerente y político español.

## Biografía
A lo largo de su vida profesional dirigió diversas iniciativas en torno a la ganadería, agricultura e industria agroalimentaria canaria. Fundador de la empresa agroalimentaria, Celgan, S.A., cofundó y fue el primer presidente de la Asociación de Agricultores y Ganaderos (ASAGA) en la provincia de Santa Cruz de Tenerife, presidió la cámara agraria e impulso el asociacionismo empresarial en todos los sectores, también los industriales. A nivel político, se integró en Unión de Centro Democrático (UCD), formación de la que fue presidente a nivel provincial y con la que concurrió a las elecciones generales de 1979, obteniendo el acta de diputado por la circunscripción de Santa Cruz de Tenerife. En 1994 fue el primer presidente para la denominación de origen del gofio canario y participó en la refundación del Diario de Avisos en su segunda etapa.
Se le considera uno de los modernizadores de la agricultura y la ganadería canarias, impulsor de las primeras ferias abiertas del sector primario. En el ámbito político se le valoró como un hombre pragmático, de consenso y diálogo.